# Código geek
El código geek es un código artificial formado por las letras y símbolos usados por los geek para describir su personalidad, sus intereses, su aspecto o algunas opiniones generales. El concepto de la base del código presupone que cualquier característica de un geek puede ser escrita de esta forma sintética. A continuación, otros geek pueden leer el código y tener una idea de cómo es la persona descrita.
Tiempo atrás el código geek se usaba habitualmente en la firma de los mensajes a través de Internet, pero ese uso ha desaparecido como una moda pasajera, como uno de tantos proyectos sin actualizar que existen en el mundo de la tecnología informática, la cual cambia constantemente, y del World Wide Web en particular. Crear tu propio código geek es un poco como añorar los viejos tiempos. El código puede ser usado en: los correo electrónico, las páginas web, los newsgroup, en el arte, dentro de los comentarios de un software y como mensaje de una camiseta. En cualquier caso, el lugar más común son las páginas web.
El código geek fue inventado por Robert Hayden en 1993 e inspirado en el Natural Bears Classification System, desarrollado en 1989 por Bob Donahue y Jeff Stoner para clasificar a los "osos".

## Ejemplo
El código geek de Robert Hayden:
```
 -----BEGIN GEEK CODE BLOCK-----
 Version: 3.1
 GED/J 
d--
 
s:++>:
 
a--
 
C++(++++)
 
ULU++
 
P+
 
L++
 
E----
 
W+(-)
 
N+++
 
o+
 
K+++
 
w---
 
O-
 
M+
 
V--

 
PS++>$ PE++>$
 
Y++
 
PGP++
  
t-
 
5+++
 
X++
 
R+++>$
 
tv+
 
b+
 
DI+++
 
D+++
 G+++++ 
e++
 
h
 
r--
 
y++**

 ------END GEEK CODE BLOCK------
```

## Forma
La escritura "geek code block" al principio y al final del código es una parodia de las escrituras equivalentes definidas en el programa de criptografía Pretty Good Privacy y de su implementación libre GNU Privacy Guard. Otra regla define la versión del código usada.
La primera parte del código muestra la ocupación del geek: es posible especificar más de una ocupación, medicina, escritura, música entre otros (un total de 24). Además, existen cuatro indicadores especiales:
- GO - geek para "otro" (Other), para las ocupaciones que no se hallan entre las 24 propuestas;
- GU - geek indeciso (Undecided);
- G! - geek sin título;
- GAT - geek para todo (Of All Trades), para aquellos que pueden hacer de todo;

## Categorías
Cada letra del código geek representa una categoría referida a cosas consideradas importantes por los geek: aspecto (3 categorías), ordenador (13), políticas relativas a los ordenadores (2), política (2), intereses informáticos (6), otros intereses (3), estilo de vida y sexualidad (4).

## Modificaciones específicas de las categorías
Aunque algunas categorías tengan una sintaxis especial, generalmente cada categoría va seguida de una serie de signos + o - que indican el grado de interés del geek por dicha categoría.
Por ejemplo, al escribir t+++ indicamos que un geek conoce al pie de la letra todo lo relacionado con Star Trek (el manual técnico, la lengua Klingon, etc), mientras que r--- se refiere a un geek que tiene graves problemas relacionándose con el prójimo.

## Modificaciones
El significado de cada categoría puede ser modificado de un modo más o menos sutil usando signos de puntuación. Por ejemplo, el símbolo @ indica que el geek no tiene una opinión muy segura sobre una categoría en particular, mientras que $ indica que el geek está capacitado para desarrollar su trabajo en el ámbito de esa categoría. Finalmente, el símbolo » indica el deseo de modificar (ya sea para bien o para mal) la puntuación actual de un área en concreto. 

## Decodificar el código geek
La única forma adecuada para decodificar el código geek es hacerlo manualmente. No obstante existen decodificadores automáticos, como los que encontrados en Joe Reiss o Bradley M. Kuhn.